# Pseudobulweria
Pseudobulweria — рід буревісникоподібних птахів родини буревісникових (Procellariidae). Представники цього роду мешкають в Індійському і Тихому океанах, переважно в Південній півкулі. Раніше їх відносили до роду Тайфунник (Pterodroma), однак за результатами молекулярно-філогенетичного досдідження вони були переведені до віднвленого роду Pseudobulweria.

## Види
Рід нараховує 5 видів, включно з одним вимерлим:
- Тайфунник маскаренський (Pseudobulweria aterrima)
- †Тайфунник санта-геленський (Pseudobulweria rupinarum)[6]
- Тайфунник таїтійський (Pseudobulweria rostrata)
- Тайфунник соломонський (Pseudobulweria becki)[7]
- Тайфунник фіджійський (Pseudobulweria macgillivrayi)

## Етимологія
Наукова назва роду Pseudobulweria походить від сполучення слова дав.-гр. ψεῦδος — несправжній і наукової назви роду Бульверія (Bulweria, Bonaparte, 1843).